# Höchster Berg (Hoppenrade)
Der Höchste(r) Berg ist mit 84,2 m ü. NHN der zweithöchste Punkt eines zwölf Kilometer südöstlich von Güstrow befindlichen Höhenzuges. Er liegt in einem bewaldeten Endmoränenzug auf dem Gemeindegebiet Hoppenrades östlich des Ortes Schwiggerow. Die Bundesautobahn 19 führt östlich am Berg vorbei. Südlich der Erhebung befindet sich ein kleines, Schwarzer See genanntes Gewässer.